# 자볼시스크

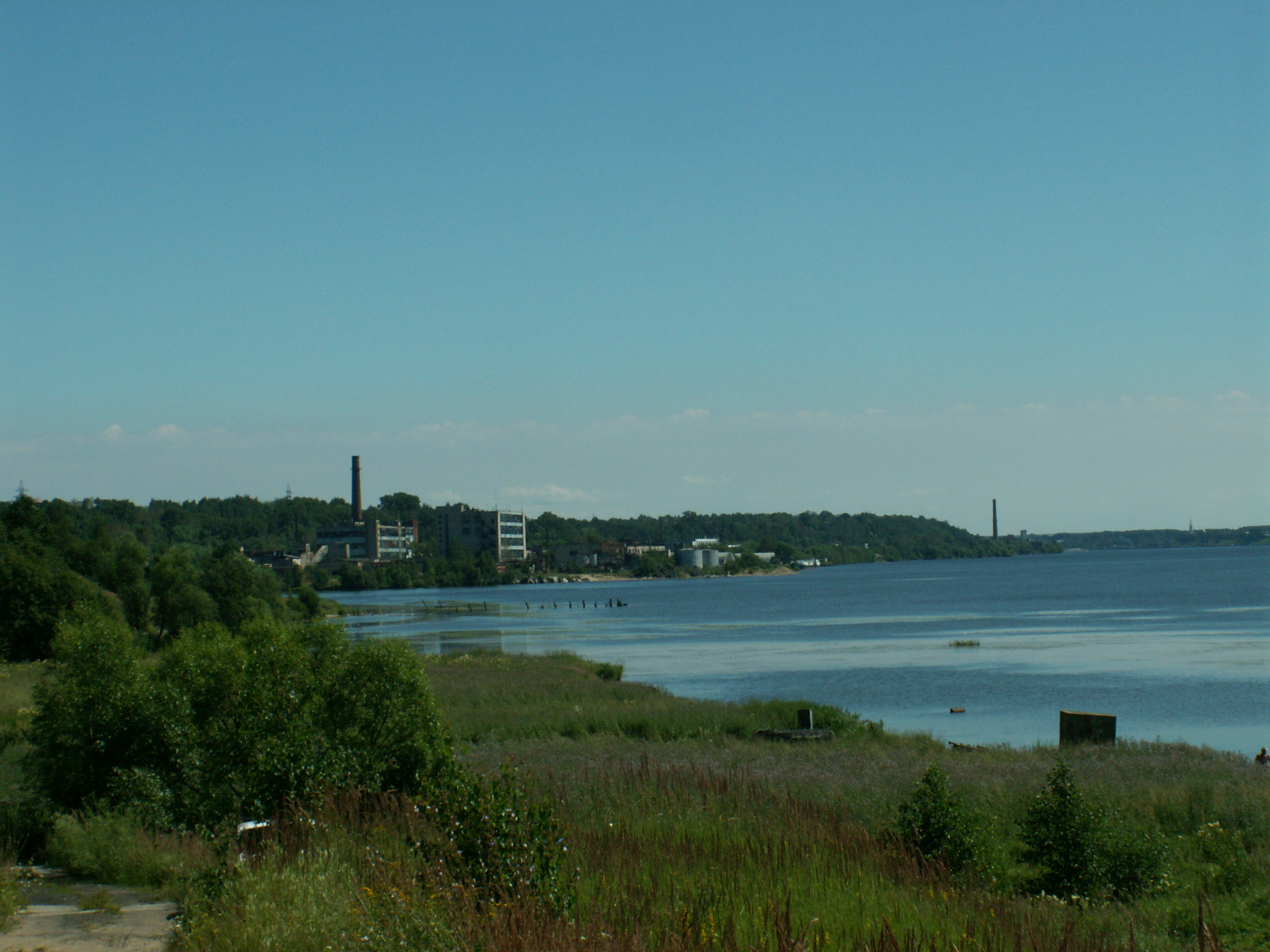
자볼시스크에 있는 공장

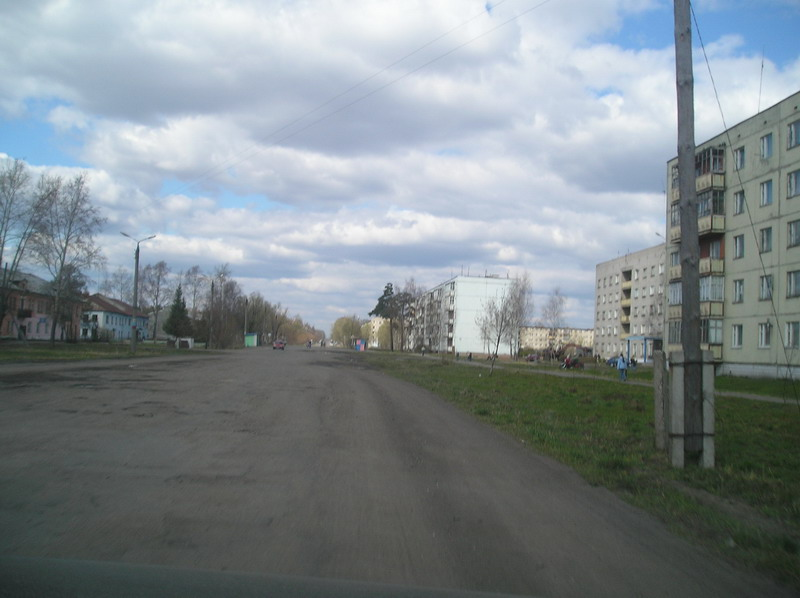
자볼시스크 시내 전경

자볼시스크(러시아어: Заволжск)는 러시아 이바노보주의 도시로, 모스크바에서 북동쪽으로 400km, 이바노보(이바노보 주의 주도)에서 북동쪽으로 113km, 코스트로마에서 하류 쪽으로 200km 정도 떨어진 곳에 위치하고 있으며 볼가강 좌안과 인접해 있다. 인구는 13,455명(2002년 기준)이다.
19세기 중반 면방직 공장이 이 곳에 조업을 시작했고 러시아 화학 공장이 이 곳에 들어서면서 황산 생산이 시작되었다. 1934년 이 곳에 있던 공장 주변 지대와 인접한 취락이 합병되어 도시형 마을인 자볼지예(Заволжье)가 신설되었으며 1954년 10월 4일 시로 승격되어 오늘에 이른다. 주요 산업은 화학 공업, 섬유업, 식품 공업 등이다.